# مرونة لزوجية
المادة المرنة اللزجة هي التي:
- لها عجز مروني في منحنى الإجهاد-الانفعال.
- يحدث لها استرخاء إجهادي: زيادة الانفعال بخطوات ثابتة تسبب قلة في الإجهاد.
- يحدث لها زحف: زيادة الإجهاد بخطوات ثابتة تسبب قلة في الانفعال.

أشكال المواد المرنة اللزجة تستخدم غالبًا لوصف تصرف الجلد البشري، اللدائن، التربة، وهكذا. كما تستخدم أيضا في المواد الكيلفينية والمواد الماكسويلية. ويمكن تمثيل كل واحدة فيهم بنابض ومجموعة أواني متحدة في شكل متوالي ومتوازي.
المرونة اللزجة الخطية تحدث عندما تكون الدالة معادلة تفاضلية يمكن فصلها في كل من الاستجابة للزحف والحمل. يمكن تمثيل المرونة اللزجة الخطية بمعادلة فولتيرا لربط كل من الإجهاد والانفعال:
{\displaystyle \epsilon (t)={\frac {\sigma (t)}{E_{inst,creep}}}+\int _{0}^{t}K(t-t^{\prime })\sigma (t^{\prime })dt^{\prime }}
أو:
{\displaystyle \sigma (t)=E_{inst,relax}\epsilon (t)+\int _{0}^{t}F(t-t^{\prime })\epsilon (t^{\prime })dt^{\prime }}
حيث t - الزمن، {\displaystyle \sigma (t)} الإجهاد، و{\displaystyle \epsilon (t)} الانفعال، و{\displaystyle E_{inst,creep}} و{\displaystyle E_{inst,relax}} معاملات المرونة اللحظية للزحف والاسترخاء، وK(t) دالة الزحف. وF(t) دالة الاسترخاء.
اللزوجة المرنة الخطية يمكن تطبيقها فقط في التشوهات الصغيرة.
اللزوجة المرنة اللاخطية  تحدث عندما تكون الدالة معادلة تفاضلية لا يمكن فصلها. وغالبا ما تحدث عندما يكون الانحلال كبير أو أن المادة تغير من خواصها عند الانحلال.